# Nina Michailowna Beilina
Nina Michailowna Beilina (russisch Нина Михайловна Бейлина; * 4. März 1937 in Moskau, Russische SFSR, Sowjetunion; † 25. November 2018 in New York) war eine russische Violinistin. Seit 1977 lebte sie in den USA.

## Werdegang
Nina Beilina begann ihre musikalische Ausbildung an der Zentralen Musikschule in Moskau bei dem bekannten Pädagogen Professor Abram Jampolski. Mit 17 Jahren wechselte sie zum Moskauer Konservatorium und schloss ihre Ausbildung bei dem Leopold-Auer-Schüler Professor Juli Eidlin in St. Petersburg ab. Ihre offizielle Ausbildung wurde durch Studien bei David Oistrach vervollständigt.
Nina Beilina erweckte als Preisträgerin bei drei bedeutenden Wettbewerben Aufmerksamkeit:
- Enescu-Preis
- Long-Thibaud-Preis
- Tschaikowsky-Wettbewerb.

Schon bald spielte sie Recitals und Orchesterkonzerte und gab jährlich drei Rezitals in Moskau. Als bekannteste Geigerin der früheren Sowjetunion unternahm sie häufig Tourneen durch andere kommunistische Länder, trat aber auch in Finnland und in Südamerika auf. Nachdem ihre Konzerte auf den Ostblock beschränkt wurden, emigrierte sie 1977 in die Vereinigten Staaten. Inzwischen konzertierte sie in fast allen Kontinenten. Die Geigerin war in den wichtigsten Konzertsälen wie der Carnegie Hall und der Alice Tully Hall im New Yorker Lincoln Center zu hören, und allein ihre Konzerte in Nordamerika führten zur Zusammenarbeit mit den namhaften Orchestern der Vereinigten Staaten. In Europa musizierte sie mit den Orchestern der Santa Cecilia in Rom, den RAI-Orchestern von Mailand, Rom und Turin, ferner den Philharmonikern von Brüssel und Helsinki.
Später unterrichtete Nina Beilina als Professorin an der Mannes School of Music in New York City und leitete Meisterkurse in Italien, Deutschland und Taiwan.